# Tipula longifimbriata
Tipula longifimbriata är en tvåvingeart som beskrevs av Alexander 1936. Tipula longifimbriata ingår i släktet Tipula och familjen storharkrankar. Inga underarter finns listade i Catalogue of Life.